# Lovci na natprirodno
Lovci na natprirodno (eng. Supernatural) američka je fantastična televizijska serija koju je stvorio Eric Kripke. U središtu serije su braća Winchester, Dean (Jensen Ackles) i Sam (Jared Padalecki), koji su u lovu na demone, duhove, čudovišta i ostala natprirodna bića.
Serija je premijerno prikazana 13. rujna 2005. na kanalu The WB, a od druge sezone prelazi na The CW; do studenoga 2020. prikazalo se 15 sezona s ukupno 327 epizoda. U Hrvatskoj se prikazivala na kanalima Hrvatske radiotelevizije i na RTL-u, a objavljena je na platformama HBO Max i Prime Video.

## Radnja
Braća Sam i Dean Winchester, odrastaju u sjeni majčine brutalne smrti koju je 1983. godine počinio nepoznati demon, što njihova oca Johna potiče na osvetničku potragu i upoznavanje svijeta paranormalnog. John obučava sinove za borbu protiv nadnaravnih bića, čime oni postaju iskusni lovci na demone i druga stvorenja iz narodnih predaja. Sam, koji nastoji pobjeći od obiteljske prošlosti, upisuje pravo na Sveučilištu Stanford i pokušava započeti normalan život, no ponovno se upliće u svijet nadnaravnog kada mu je djevojka ubijena na isti način kao i njegova majka.

## Glumačka postava

### Glavne uloge
- Jensen Ackles kao Dean Winchester[4]
- Jared Padalecki kao Sam Winchester[4]

## Vanjske poveznice
- Lovci na natprirodno u internetskoj bazi filmova IMDb-a
- Službena stranica na platformi HBO Max